# Adam I. Lapidus
Adam I Lapidus é um escritor estadunidense, escreveu alguns episódios de Phil do Futuro, The Suite Life of Zack & Cody (no Brasil, Zack & Cody: Gêmeos em Ação; e em Portugal, Hotel Doce Hotel: As aventuras de Zack & Cody) e The Simpsons, no episódio The Front.